# Lipki Wielkie
Lipki Wielkie (niem. Lipke) – wieś w Polsce położona w województwie lubuskim, w powiecie gorzowskim, w gminie Santok.
W latach 1945–1954 i 1973–1976 miejscowość była siedzibą gminy Lipki Wielkie. W latach 1954–1972 wieś należała i była siedzibą władz gromady Lipki Wielkie. W latach 1975–1998 miejscowość administracyjnie należała do województwa gorzowskiego.

## Rys historyczno-turystyczny

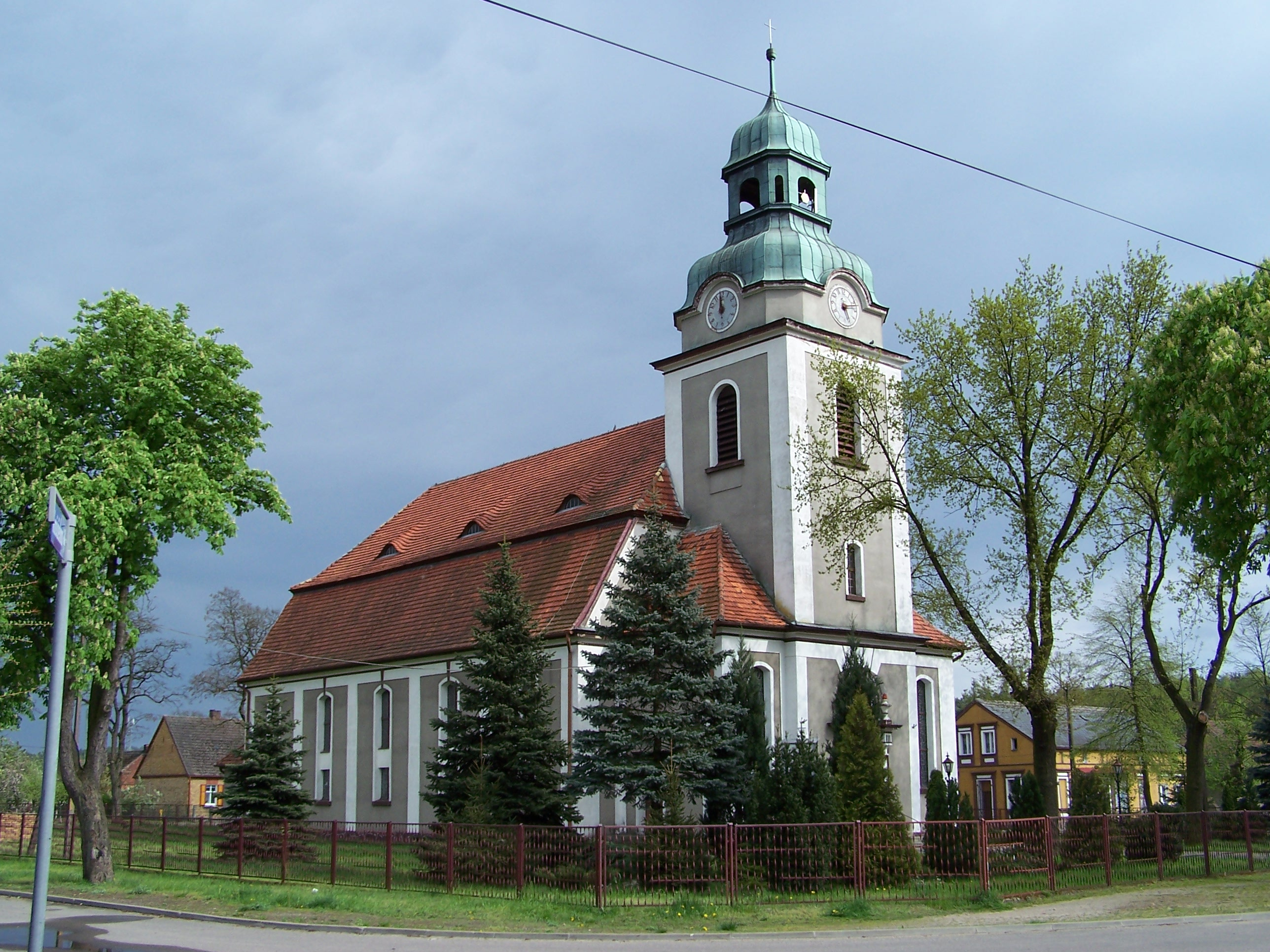
Kościół w Lipkach Wielkich

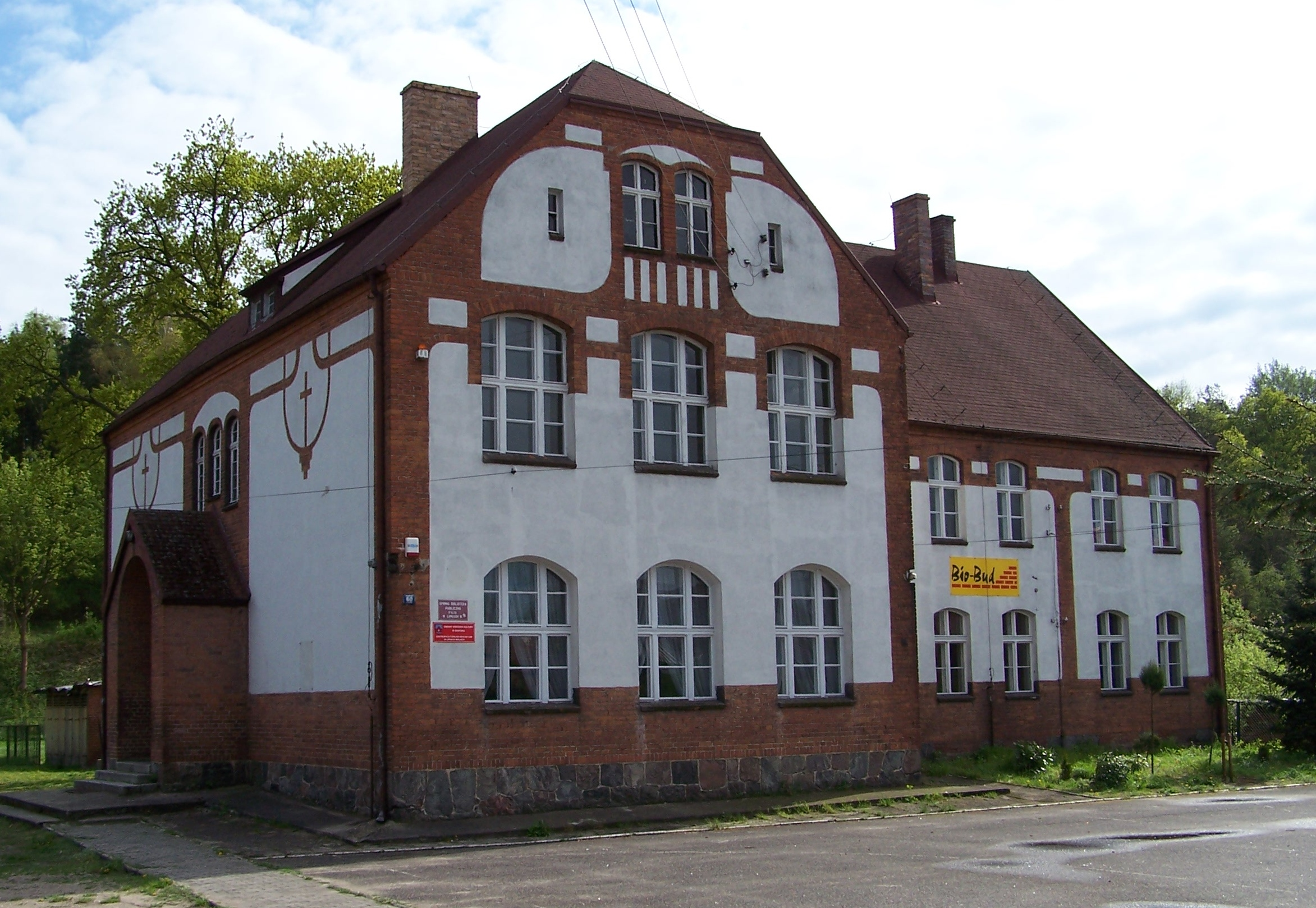
Budynek dawnej szkoły

Wieś została założona w 1580 roku (na terenie zwanym "Lybky") w ramach posiadłości rodziny von Rülicke z Gralewa. W 1620 r. wzmianki o nowej wsi o nazwie "Lipke". W XVII w. zbudowano pałac. Pod koniec XVII w. istniał we wsi kościół. Na miejscu tego szachulcowego budynku na pocz. XX wieku wybudowano nowy Kościół Narodzenia Najświętszej Maryi Panny w Lipkach Wielkich, istniejący do dzisiaj.
W XIX w. wieś silnie rozwijała się, głównie dzięki dobremu położeniu komunikacyjnemu na trasie z Drezdenka do Skwierzyny. Od 1861 r. była tu samodzielna parafia ewangelicka. Istniały tu też dwa młyny, karczma. Przed I wojną światową Lipki były najludniejszą wsią powiatu gorzowskiego. W 1929 r. przez połączenie gmin Lipki Stare, Lipki Nowe, Kurzelewo i Pomianowice powstała gmina Lipke. We wsi był urząd pocztowy i urząd stanu cywilnego, a od 1935 r., gdy uruchomiono połączenie kolejowe Skwierzyna-Krzyż, w miejscowości funkcjonował dworzec kolejowy.
W latach 1940–45 we wsi znajdował się obóz jeniecki podległy Stalagowi III C w Drzewicach. Do 1942 r. przebywało w nim ok. 500 jeńców polskich, od połowy 1942 r. byli tam jeńcy francuscy.
Wieś została zajęta przez wojska radzieckie 29 stycznia 1945 r. W wyniku II wojny światowej miejscowość włączono do Polski, jej dotychczasowi mieszkańcy zostali wysiedleni do Niemiec.
Głównymi atrakcjami turystycznymi Lipek Wielkich są: neobarokowy kościół parafialny z 1911 r., kaplica cmentarna z przełomu XIX i XX w. oraz pałac z XVII wieku (przebudowany w latach 1961-3 i przekształcony w Ośrodek Szkolno-Wychowawczy) otoczony parkiem zdominowanym przez drzewostan liściasty (prawie 30 gatunków drzew i krzewów).
Lipki Wielkie są położone na granicy Puszczy Noteckiej. W zachodniej części wsi znajduje się lądowisko wraz z Leśną Bazą Lotniczą im. Janusza Kacprowskiego, pod zarządem Nadleśnictwa Karwin. W bazie stacjonują samoloty PZL M18 Dromader mające na celu gaszenie pożarów w okolicznych lasach. Janusz Kacprowski, którego imię nosi Baza Lotnicza, był jej kierownikiem w latach 1991–1996.

## Sport
Działa tu klub piłkarski Ludowy Klub Sportowy „Polonia” Lipki Wielkie założony w 1946 roku i występujący w gorzowskiej klasie okręgowej.
Zobacz też: Lipki, Lipki Małe, gmina Lipki Wielkie